# Hommarting
Hommarting (Duits : Hommartingen) is een gemeente in het Franse departement Moselle (regio Grand Est) en telt 725 inwoners (2004). De plaats maakt deel uit van het arrondissement Sarrebourg-Château-Salins.

## Geografie
De oppervlakte van Hommarting bedraagt 10,1 km², de bevolkingsdichtheid is 71,8 inwoners per km².
De onderstaande kaart toont de ligging van Hommarting met de belangrijkste infrastructuur en aangrenzende gemeenten.

## Demografie
Onderstaande figuur toont het verloop van het inwonertal (bron: INSEE-tellingen).